# Літанія Ра
Літа́нія Ра — це один з найважливіших давньоєгипетських заупокійних текстів Нового царства. Літанія Ра відоміша як «Книга молитов Ра на Заході, молитви Єдиному союзу на Заході». Як і багато інших заупокійних текстів, літанію записували на внутрішніх стінках саркофагів. Вона була свого роду довідником, що допомагав померлим у потойбічному світі. На відміну від інших заупокійних текстів, літанія була доступною тільки фараонам, в окремих випадках обраним придворним.
Літанія Ра складалася з двох частин. У першій частині відбувалося звертання до 75 імен бога сонця Ра. Друга частина являла собою серію молитов, в яких фараон привласнює собі частини природи і різних божеств, найчастіше бога сонця. Під час XVIII династії з'явилися гімни, що прославляють фараона за його союз з богом сонця й деякими іншими божествами. Подібні гімни вперше з'явилися в похоронній камері фараона Тутмоса III і в гробниці його візира Усерамона. З часів фараона Сеті I ці гімни записували біля входу в гробницю.